# Pierre Guédron
Pierre Guédron est un compositeur, chantre et luthiste français, né en 1565 au plus tard dans le Dunois (probablement à Châteaudun) et mort à Paris peu avant juillet 1620.

## Biographie
La carrière de Pierre Guédron est rapide et continue : commençant comme simple chantre, il la termine moins de trente ans après comme surintendant de la musique de chambre du roi (l'emploi le plus élevé possible, avec celui de sous-maître de la Chapelle du roi), tout en publiant un nombre d’airs considérable.

### D’une chapelle...
« ...Fut assisté des chantres musiciens de la chapelle d’illustre prince monseigneur le cardinal de Guyse, qui chantèrent en l’église et au puy. Savoir, est... de Me Pierre Guedron, du pays de Beausse, qui pour lors estant en la mutation de sa voix, ce nonobstant chantoit la hautecontre fort bien... ». Cette mention, extraite des registres du puy d’Évreux pour l’année 1583, est la première qu’on possède sur Guédron. Elle permet d’estimer sa naissance (au plus tôt en 1565), sachant qu'il mue en 1583.
Après l’assassinat de Louis II de Lorraine, cardinal de Guise, le 24 décembre 1588, Guédron passe à la Chapelle du roi, vers 1589 ou 1590.

### ... à la Chambre du roi
Il apparaît dans le personnel de la Chambre du roi un peu avant la réorganisation de la musique effectuée par Henri IV.
En 1599 au plus tard, il est maître des enfants de la Chambre du roi, charge partagée par semestre avec Claude Balifre. Cette dernière charge est donnée en 1613 à Antoine Boësset, son gendre, dans son contrat de mariage, étant alors évaluée à 9 000 livres tournois.
En 1601, peu après la mort de Claude Le Jeune, il succède à ce dernier comme compositeur de la Chambre du roi. Cette charge apparaît aussi au titre de son livre d'airs de 1602.
Il est aussi avant février 1603 valet de chambre du roi. Le titre de son livre d'airs de 1608 le cite comme "Maître & compositeur" de la musique de la Chambre ; mais comme le remarque Michel Le Moël ce nom de "maître" se réfère en fait à sa charge de maître des enfants.
En 1610, il va chercher à la cathédrale Saint-Gatien de Tours un enfant de chœur que le roi désire adjoindre à sa chambre.
Entre janvier et juin 1612, Guédron accepte la proposition de Claude Balifre de reprendre la totalité de la charge des enfants de la musique de la Chambre et de nourrir l’enfant que Balifre a sous ses ordres, pour 300 livres par an. Il est aussi à ce moment nommé Intendant de la musique de la Chambre.
Le 1er septembre 1613, il achète à Henri de Bonnières écuyer, seigneur de Gratian, sa charge de surintendant de la musique de la Chambre du roi, contre une rente annuelle de 187 livres et 10 sous. Le principal de cette rente est racheté à Claude Balifre, procureur d'Henri de Bonnières, par la veuve de Guédron le 17 septembre 1620 pour 3.000 lt.
Cette charge est revendue ensuite par moitié et en survivance le 13 novembre 1613 à Michel Fabry (maître de la musique de la reine) pour 12.000 lt. Par le même acte du 13 novembre 1613, Guédron obtient la moitié de la charge de Fabry. Mais Guédron se démet de cette demi-charge le 28 février 1617, au moment de la liquidation politique des Concini. Après la mort de Guédron, Fabry transmet 6 000 livres à la veuve de Guédron le 9 juillet 1620 pour récupérer l’autre moitié de la charge de surintendant de la musique de la Chambre du roi, conformément à leur accord de 1613.

### Famille
Sa descendance complète a récemment été publiée ; elle recense treize enfants dont huit sont morts jeunes, en suite de son mariage avec Gillette Dugué [Duguay, Du Guay] (probablement de la famille de Jean Dugué, organiste du roi). Ses quatre premiers enfants sont baptisés à Châteaudun (Jacques vers 1593, Jehanne le 31 août 1595, Marguerite le 11 mars 1598, Catherine le 17 août 1599). Les autres sont baptisés à Paris : Marie le 23 avril 1601, Daniel le 6 février 1603, Michel le 18 février 1604, Madeleine le 20 juin 1605, Pierre le 10 juillet 1606, Léonor le 8 novembre 1607 (à Châteaudun), Françoise le 23 février 1609, Catherine II le 24 mai 1611, enfin Marie II le 23 août 1613). De toute cette descendance, seul Jacques aura (momentanément) une carrière musicale : chantre de la musique du roi en 1607. Guédron est aussi parrain de quelques enfants entre 1605 et 1611 et témoin à quelques mariages.
Le contrat de mariage de sa fille Jeanne avec Antoine Boësset date du 16 février 1613 ; il prévoit une dot de  6 000 livres tournois pour le futur époux (à savoir le don de la charge de maître des enfants de la Chambre du roi, évaluée à 9 000 livres, et 3 000 livres remboursés par Boësset).
Guédron est mort peu avant le 9 juillet 1620 : à cette date Michel Fabry achète à sa veuve pour 6 000 livres la demi-charge de surintendant de la musique du roi conformément à l’accord entre Guédron et Fabry de novembre 1613. Son dernier livre d’airs, paru en 1620, est posthume.
Il semble demeurer à Châteaudun jusque vers 1599 (c’est là en tout cas que naissent ses enfants, même s’il travaille essentiellement à Paris) ; en 1604-1613 il habite rue au cloître-Saint-Honoré à Paris. Le 6 avril 1606, il loue avec son gendre Antoine Boësset un corps d’hôtel rue de l'Arbre-Sec, à un certain Nicolas Charbonnel. Un acte du 15 février 1617 le dit résidant à Châteaudun. Un acte de 1627 le dit écuyer sieur de Saint-Aubin (La Chapelle-du-Noyer, Eure-et-Loir) et d'Harville (Civry, Eure-et-Loir). Ses descendants sont anoblis et portent un blason « d’azur à trois fallots d’or allumés de gueules ».

## Œuvres
L’œuvre de Guédron est exclusivement profane et vocale. Ses premiers airs se rattachent encore à la tradition des airs de la fin du XVIe siècle, écrits parfois dans la mouvance de la musique mesurée ou dans celle des vaudevilles, où la voix supérieure est privilégiée. Son style évolue ensuite à partir du livre de 1612, vers des airs plus libres, décrivant des passions plus nobles et dotés de réelles qualités mélodramatiques, qu’il emploie naturellement dans les ballets de cour auxquels il contribue. Dans ce style "de cour", le nombre de voix est variable au sein de la même pièce ; les contrastes dynamiques s’accentuent ; ses mélodies sont agréables et expressives. Ses derniers airs sont pour lui l’occasion de plus travailler sur la correspondance entre le mot et son accent musical, ce qui fera partie des préoccupations de ses continuateurs.
Beaucoup des airs polyphoniques de Guédron sont aussi publiés dans une version pour voix et luth, certains aussi pour voix seule. Les récits, écrits pour voix seule, sont publiés seulement pour voix et luth ; cette forme spécifique du ballet de cour lui a donné l’occasion de s’approcher du style déclamatoire de la monodie italienne. 
Guédron est également poète, auteurs de vers qu’il met parfois lui-même en musique. Son emploi dans les ballets de cour le met naturellement en contact avec les poètes de cour, capables d’écrire rapidement des pièces de circonstance.
L’œuvre complet est publié dans : Pierre Guédron, les airs de cour, éd. Georgie Durosoir. Versailles, Éditions du CMBV, 2009. Les airs y sont publiés sous toutes leurs formes (polyphonie, voix et luth).

### Airs polyphoniques

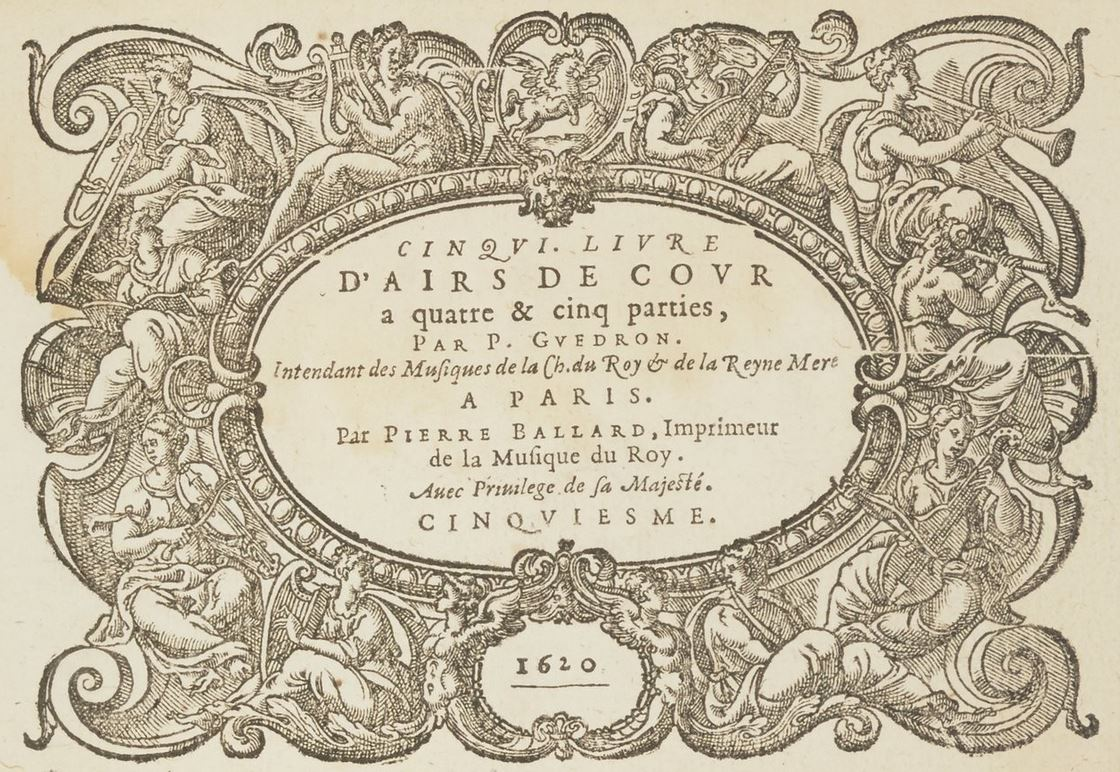
Cinquième livre d'airs de cour de P. Guédron, Paris, 1620. Paris BNF.

Guédron publie 6 livres d’airs de cour polyphoniques (un premier livre non numéroté et les livres 1 à 5, le dernier posthume), qui totalisent environ 200 airs. Une part d’entre eux a été écrite pour les principaux ballets de cour montés à Paris dans les deux premières décennies du XVIIe siècle : Ballet sur la Naissance de Monseigneur le duc de Vendosme (1598), Ballet des Bacchantes (1608), Ballet du maître à danser (1609), Ballet de Monseigneur le duc de Vendosme (Ballet d’Alcine) (1610), Ballet de Madame où sont représentés les météores (1613), Ballet des Argonautes (1614), Ballet de Madame (du Triomphe de Minerve) (1615), Ballet de Monsieur le Prince de Condé (1615), Ballet du Roy ou Ballet de la Délivrance de Renaud (1617), Ballet des Princes (1618), Ballet de la Reyne représentant la Beauté et ses nymphes (1618), Ballet du Roy sur L’Adventure de Tancrède en la forest enchantée (1619).
Avant le livre de 1602, quelques pièces de Guédron apparaissent dans des recueils parisiens de 1595, 1596 et 1597 (RISM 15951, 15966 et 159711.
- Airs de court [sic] à 4 et 5 parties. - Paris, Veuve Robert I Ballard et Pierre I Ballard, 1602. 5 vol. 8° obl. RISM G 4819, Guillo 2003 n° 1602-A.
Dans son avis au lecteur, l’imprimeur déclare avoir imprimé ces airs sans le consentement de l'auteur. Contient 43 airs. Analyse du recueil dans Durosoir 1991 p. 83-92. Un air provient du Ballet sur la naissance de Monsieur de Vendosme, 12 novembre 1598. Trente des airs seront repris dans l'édition de 1608.
- Airs de cour, à 4 et 5 parties [Ier livre]. - Paris, Pierre I Ballard, 1608. 5 vol. 8° obl. RISM G 4820, Guillo 2003 n° 1608-D.
Au début figure une épître au roi Henri IV, signée P. Guédron. Contient 73 airs, dont 30 figurent déjà dans le livre de 1602. Analyse du recueil dans Durosoir 1991 p. 83-92. Une pièce provient du Ballet sur la naissance de Monsieur de Vendosme, 12 novembre 1598 ; trois pièces du Ballet des Bacchantes, 1608.
- Second livre d'airs de cour, à 4 et 5 parties [1re édition]. - Paris, Pierre I Ballard, 1612. 5 vol. 8° obl. Manque au RISM, Guillo 2003 n° 1612-D.
Au début, épître à la reine Marie de Médicis, signée P. Guédron. Trois pièces en vers à Guédron, signées Pierre Motin, Eustache Picot et Guillaume de Baïf. Contient 38 airs. Une pièce provient du Ballet de Madame où sont représentés les Météores, 17 novembre 1613 ; une autre du Ballet du Maître à danser, 1609 ; trois du Ballet de Monseigneur le Duc de Vendosme ou Ballet d'Alcine, 17-18 janvier 1610. Édition réimprimée en 1613 (Guillo 2003 n° 1613-C, RISM G 4821), avec quelques différences dans l'orthographe, l'ornementation typographique et la mise en page.
- Troisième livre d'airs de cour à 4 et 5 parties. - Paris, Pierre I Ballard, 1617. 5 vol. 8° obl. RISM G 4822, Guillo 2003 n° 1617-G.
Pièces liminaires signées de Pierre I Ballard, Pierre Hodey, Estienne Durand et Gabriel Bataille. Contient 24 airs. Quatre airs proviennent du Ballet de Madame (du Triomphe de Minerve), 19 et 22 mars 1615 ; deux du Ballet de Monsieur le Prince de Condé, 22 février 1615. Analyse du recueil dans Durosoir 1991 p. 95-102. Édition réimprimée sans changement en 1618 (RISM G 4823, Guillo 1618-C).
- Quatrième livre d'airs de cour à 4 et 5 parties. - Paris, Pierre I Ballard, 1618. 4 vol. 8° obl. RISM G 4824, Guillo 2003 n° 1618-D.
Préface de Pierre I Ballard. Contient 12 airs. Quatre pièces proviennent du Ballet de la délivrance de Renaud (29 janvier 1617) ; deux proviennent du Ballet des Princes, 1617 ; une du Ballet de la Reyne représentant la Beauté et ses nymphes, dimanche gras 1618. Analyse du recueil dans Durosoir 1991 p. 95-103.
- Cinquième livre d'airs de cour à 4 et 5 parties. - Paris, Pierre I Ballard, 1620. 5 vol. 8° obl. RISM G 4825, Guillo 2003 n° 1620-D.
Épître au roi Louis XIII, signée A. Boësset [où il dit avoir été chargé par Guédron de publier ces airs]. Trois autres pièces signées René Bordier, Claude Garnier, Guillaume Colletet. Contient 14 airs. Analyse du recueil dans Durosoir 1991 p. 102-107.
- [René Bordier et Étienne Durand,. Discours au vray du ballet [de la Délivrance de Renault] dansé par le roy [1-5 v, luth]. - Paris, Pierre I Ballard, 1617. 1 vol. 4°. Guillo 2003 n° 1617-D, RISM 16177.
Commence avec une épître au roi Louis XIII, signée du poète Durand. Contient 2 airs à 4 voix, 2 à 5 voix et un pour voix et luth.

### Airs de cour mis au luth

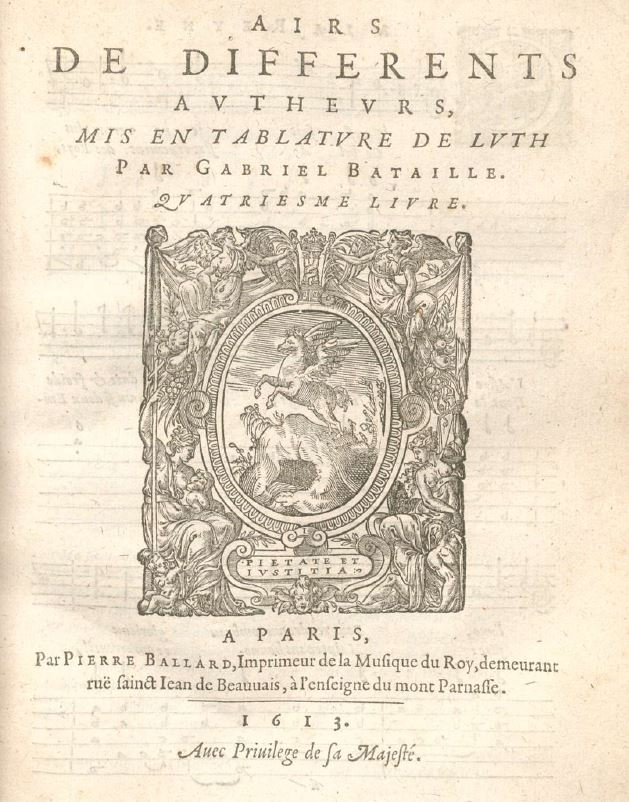
Le IVe livre d'airs mis en tabulature de luth par G. Bataille (1613). Paris BNF.

Beaucoup des airs pour voix et luth existent aussi en version polyphonique dans les recueils ci-dessus. La parution de ses airs dans le 7e et le 8e livre, « mis en tablature par eux-mêmes », suggère que Guédron était aussi un bon luthiste.
- Airs de différents auteurs, mis en tablature de luth par Gabriel Bataille. [Ier livre]. - Paris, Pierre I Ballard, 1608. 1 vol. 4°. RISM 160810, Guillo 2003 n° 1608-A.
Dédicace de Gabriel Bataille à Guédron, maître et compositeur de la musique de la Chambre du roi, signée Gabriel Bataille. Contient 38 airs de Guédron.
- Airs de différents auteurs, mis en tablature de luth par Gabriel Bataille. Second livre. - Paris, Pierre I Ballard, 1609. 1 vol. 4°. RISM 160913, Guillo 2003 n°  1609-A.
Contient 9 airs de Guédron sur un total de 72 pièces.
- Airs de différents auteurs, mis en tablature de luth par Gabriel Bataille. Troisième livre. - Paris, Pierre I Ballard, 1611. 1 vol. 4°. RISM 161110, Guillo 2003 n° 1611-A.
Contient 19 airs de Guédron sur un total de 69 pièces. Recueil réimprimé en 1614.
- Airs de différents auteurs, mis en tablature de luth par Gabriel Bataille. Quatrième livre. - Paris, Pierre I Ballard, 1613. 1 vol. 4°. RISM 16139, Guillo 2003 n° 1613-A.
Contient 10 airs de Guédron sur un total de 71 pièces.
- Airs de différents auteurs, mis en tablature de luth par Gabriel Bataille. Cinquième livre. - Paris, Pierre I Ballard, 1614. 1 vol. 4°. RISM 161410, Guillo 2003 n° 1614-C.
Contient 11 airs de Guédron. sur un total de 66.
- Airs de différents auteurs, mis en tablature de luth par Gabriel Bataille. Sixième livre. - Paris, Pierre I Ballard, 1615. 1 vol. 4°. RISM 161511, Guillo 2003 n° 1615-A.
Contient 11 airs de Guédron sur un total de 58.
- Airs de différents auteurs, mis en tablature de luth par eux-mêmes. Septième livre. - Paris, Pierre I Ballard, 1617. 1 vol. 4°. Guillo 2003 n° 1617-A, RISM 16178.
Contient 13 airs de Guédron sur un total de 64 airs. Édition réimprimée en 1622 (Guillo 2003 n° 1622-A).
- Airs de différents auteurs, mis en tablature de luth par eux-mêmes. Huitième livre. - Paris, Pierre I Ballard, 1618. 1 vol. 4°. RISM 16189 et S 3419, Guillo 2003 n° 1618-A.
Contient 7 airs de Guédron sur un total de 62 airs.
- Airs de cour mis en tablature de luth par Antoine Boesset. Neufième livre. - Paris, Pierre I Ballard, 1620. 1 vol. 4°. RISM 162011 et B 3290, Guillo 2003 n° 1620-A.
Contient 19 airs de Guédron sur un total de 35.

### Airs de cour à une voix
Les recueils suivants contiennent des airs de Guédron qui pour la plupart existent en version pour voix et luth ou en version polyphonique (voir ci-dessus).
- Airs de cour et de différents auteurs [Ier livre, 1 v.]. - Paris, Pierre I Ballard, 1615. 1 vol. 8°. Guillo 2003 n° 1615-B, RISM 161512.
Contient 39 airs de Guédron sur 81 airs.
- IIe livre d'airs de cour et de différents auteurs [1 v.]. - Paris, Pierre I Ballard, 1617. 1 vol. 8°. Guillo 2003 n° 1617-B, RISM 16179.
Contient 14 airs de Guédron sur un total de 62 airs.
- IIIe livre d'airs de cour, et de différents auteurs [1 v.]. - Paris, Pierre I Ballard, 1619. 1 vol. 8°. Guillo 2003 n° 1619-A, RISM 161910.
Contient 8 airs de Guédron sur un total de 61.
- IVe livre d'airs de cour, et de différents auteurs [1 v.]. - Paris, Pierre I Ballard, 1620/1621. 1 vol. 8°. Guillo 2003 n° 1620-B, RISM 162010 et 162112.
Contient 18 airs ou récits de Guédron sur un total de 34 pièces.

### Autres sources profanes
On trouve encore des airs de Guédron :
- dans les recueils de Jacques Mangeant à Caen (RISM 16087, 8, 9, pour 7 airs au total ;
- dans les French court-aires, with their ditties englished (Londres : W. Stansby) : RISM 162911,avec 17 airs ;
- deux airs sont repris dans les Airs de cour de Louis de Moy (Emden : H. Kallenbach, 1632) : RISM M 4024 ;

D'autres figurent encore dans divers manuscrits, dont la liste figure dans les Œuvres complètes, p. 687-688, et quelques thèmes sont réutilisés dans des pièces instrumentales (Samuel Scheidt, Jan Pieterszoon Sweelinck).

### Parodies spirituelles
Le succès des airs de Guédron leur vaut d’être repris dans la musique spirituelle, toujours friande de mélodies déjà mémorisées. Il s'agit toujours de contrafacta :
- Amphion sacré, recueilli de plusieurs musiciens... (Lyon, Louis Muguet), 1615. RISM 16157.
Ce recueil préparé par les Jésuites de Lyon, reprend 31 airs de Guédron, tous extraits du livre de 1602.
- Antoine Boësset et Pierre Guédron, Odes chrétiennes accommodées aux plus beaux airs à 4 et 5 parties. - Paris, Pierre I Ballard, 1625. 4 ou 5 vol. 8° obl. Guillo 2003 n° 1625-A, RISM 16255.
Contient 17 airs de Guédron à 4 ou 5 voix, dont les textes originaux ont été remplacés par des textes spirituels. Ce recueil est probablement d’origine jésuite.
- La Dépouille d'Egypte, ou larcin glorieux des plus beaux airs de cour [à 1 v.]. - Paris, Pierre I Ballard, 1629. 1 vol. 8°. Guillo 2003 n° 1629-B, RISM 16297.
Commence avec un dédicace à la reine Anne d’Autriche, signée par Pierre I Ballard. Contient 15 airs de Guédron, dont les textes originaux ont été remplacés par des textes spirituels, probablement fournis par les Jésuites.

Des airs de Guédron sont également repris dans :
- La Pieuse alouette avec son tirelire (Valenciennes, Jan Vervliet, 1619) : RISM 16199, avec 8 airs, rééditée en 1621 avec 14 airs de Guédron.
- La Philomèle séraphique (Tournai : Adrien Quinqué, 1632 et 1640).

## Fortune critique
Guédron a été très apprécié de son temps, comme chanteur autant que comme compositeur. Il est cité à plusieurs reprises par des théoriciens connus (Giovanni Battista Doni, Marin Mersenne, et jusqu’à Bertrand de Bacilly en 1661). Il également cité dans quelques correspondances de son temps.